# Kisrékas
Kisrékas (románul: Altringen) falu Romániában, a Bánságban, Temes megyében.

## Fekvése
Temesvártól északkeletre, Rigósfürdő és Saroltavár közt fekvő település.

## Története
Kisrékas (Altringen) a középkorban Arad vármegyéhez tartozott. Nevét először 1436-ban említette oklevél Berekszóval együtt, a berekszói Hagymás család birtokaként. 1499-ben már Kys-Rekas néven írták, ekkor a Ravazdiak birtoka volt. Ekkortájt szerbek telepedtek itt le, akik a falu nevét Rakaseczre változtatták. 1552-ben a Gál család nyerte el adományként.
A török hódoltság alatt e falu is elpusztult, 1723-1725 között gróf Mercy térképén is lakatlan helyként, Rokasica néven volt jelölve. A 18. század közepén románok költöztek ide; a temesvári igazgatóság pedig 1770-71-ben németeket is telepített a településre és új telepük, gróf Clary Altringen bánsági tartományi elnök tiszteletére, Altringen nevet kapott. A telepítést itt Neumann lippai sótári tiszt intézte.
1782-ben a délmagyarországi kincstári birtokok elárverezésekor Sipeki Balázs István vásárolta meg. 1790-ben Lőrincz-Kátai Latzkovits István birtoka lett. E család maradt birtokosa 1852-ig, akkor Gaadi Pálffy Jánosé lett. 1871-től özvegy Pálffy Jánosné Latzkovits Franciska birtoka lett, a 20. század elején pedig Kun Artúr birtoka volt. A településbeli régi házat a Pálffy-család építtette, mely szintén Kun Arturé lett.
A trianoni békeszerződés előtt Temes vármegye Lippai járásához tartozott.
1910-ben 187 lakosából 164 német, 18 román, 5 magyar volt. Ebből 168 római katolikus, 17 görögkeleti ortodox volt.